# Melnais purvs
Melnais purvs este o arie protejată (arie specială de conservare — SAC, sit de importanță comunitară — SCI, arie de protecție specială avifaunistică — SPA) din Letonia întinsă pe o suprafață de 160,7 ha, integral pe uscat.

## Localizare
Centrul sitului Melnais purvs este situat la coordonatele 56°23′16″N 25°41′38″E / 56.3878°N 25.6939°E.

## Înființare
Situl Melnais purvs a fost declarat arie de protecție specială avifaunistică în decembrie 2002 pentru a proteja 6 specii de animale. Alte tipuri de protecție:
- sit de importanță comunitară (în mai 2004)
- arie specială de conservare (în mai 2004)[1][3][4]

## Biodiversitate
Situată în ecoregiunea boreală, aria protejată conține 7 habitate naturale: Turbării active, Mlaștini oligotrofe degradate, capabile încă de regenerare naturală, Mlaștini turboase de tranziție și turbării mișcătoare, Depresiuni pe substraturi de turbă de Rhynchosporion, Taiga vestică, Păduri de conifere pe eskere fluvioglaciare sau legate la acestea, Mlaștini împădurite.
La baza desemnării sitului se află mai multe specii protejate:
- păsări (5): cocoșul de mesteacăn (Bonasa bonasia), ciocănitoare neagră (Dryocopus martius), cocor (Grus grus), cocoșul de mesteacăn (Tetrao tetrix tetrix),  cocoș de munte (Tetrao urogallus)
- nevertebrate (1): Boros schneideri

Pe lângă speciile protejate, pe teritoriul sitului au mai fost identificate 6 specii de plante.